# Henry Lloyd-Hughes
Henry Lloyd-Hughes (n. 1 august 1985, Greater London, Anglia, Regatul Unit) este un actor englez. Este cunoscut pentru rolurile sale din Harry Potter și Pocalul de foc (2005), Unrelated (2007), The Inbetweeners (2008-2010), Miliband of Brothers (2010), Weekender (2011), Anna Karenina (2012), Parade's End (2012) și Indian Summers (2015). Începând din 2018, este vocea lui Flynn Fairwind în World of Warcraft: Battle for Azeroth .

## Viata personala
S-a născut în 1985 în Regatul Unit, este fiul actriței Lucy Appleby ( A Stitch in Time - 1963) și a lui Timothy Lloyd-Hughes, care de mult timp este printre membrii executivi la Deutsche Bank . Are doi frați mai mici, directorul executiv Theo Lloyd-Hughes și actorul Ben Lloyd-Hughes . Atât Henry, cât și Ben au acționat în Miliband of Brothers . Fred Macpherson, solistul trupei Spector,  Les Incompétents și Ox.Eagle.Lion.Man, este vărul său. 
Hughes și familia lui sunt toți susținătorii clubului de fotbal Queens Park Rangers din vestul Londrei. 

## Carieră
Lloyd-Hughes a apărut pentru prima dată în serialul TV Murphy's Law în 2004, înainte de a-l interpreta pe Roger Davies în filmul din 2005 Harry Potter and the Goblet of Fire .   Apoi a apărut în filmul Joannei Hogg, Unrelated în 2007 alături de Tom Hiddleston .
În perioada 2008–2010, el l-a jucat pe agresorul școlar Mark Donovan în sitcom-ul britanic The Inbetweeners .  A repetat rolul din filmul The Inbetweeners Movie în 2011. În 2010, l-a interpretat pe fostul politician al Partidului Laburist Britanic , David Miliband, în documentarul filmului TV Miliband of Brothers . 
În 2011, a jucat în filmul Dimensions ca Stephen, un tânăr om de știință strălucit care trăiește în Anglia în anii 1920.  În același an, a apărut în filmul Weekender. 
În filmul de dramă romantică epică din 2012, Anna Karenina, a jucat rolul lui Burisov alături de Keira Knightley și Aaron Taylor-Johnson .  În 2013, a jucat în filmul Hello Carter alături de Jodie Whittaker . 
Lloyd-Hughes l-a interpretat pe Charles Bovary în filmul dramatic Madame Bovary cu Mia Wasikowska în rolul principal, care a fost lansat în 2014.  

### Teatru
Lloyd-Hughes a apărut în numeroase producții de teatru, inclusiv Rope, The Miracle, Punk Rock și The Changeling .  
În 2012, a jucat rolul lui Dimitri Mitropoulos în piesa Posh, care a jucat la Teatrul Duke of York.  Michael Billington de la The Guardian a spus despre performanța lui Lloyd-Hughes că „impresionează ca un grec bogat care își propune să fie mai englez decât englezul”. 

## Filmografie
| An   | Titlu                             | Rol               | Note         |
| ---- | --------------------------------- | ----------------- | ------------ |
| 2005 | Harry Potter și Pocalul de Foc    | Roger Davies      |              |
| 2007 | Unrelated                         | Jack              |              |
| 2008 | Telstar: Povestea lui Joe Meek    | Teddy Boy         |              |
| 2010 | Into the Night                    | Ollie             | Scurt-metraj |
| 2011 | Dimensions                        | Stephen           |              |
| 2011 | Anonymous                         | Bear Baiter       |              |
| 2011 | Filmul Inbetweeners               | Mark Donovan      |              |
| 2011 | Acting = Intensity + Rebellion    | Actorul           | Film scurt   |
| 2011 | Weekender                         | Matt              |              |
| 2011 | R                                 | Rick              | Scurt-metraj |
| 2011 | Colonelul Gaddafi: Filmul pierdut | Muamar            | Scurt-metraj |
| 2012 | A Fantastic Fear of Everything    | PC Taser          |              |
| 2012 | Anna Karenina                     | Burisov           |              |
| 2013 | Bună ziua Carter                  | Nicholas Renfrew  |              |
| 2014 | Insomni                           | Theo              | Scurt-metraj |
| 2014 | Residents                         | Jack              | Scurt-metraj |
| 2014 | Madame Bovary                     | Charles Bovary    |              |
| 2015 | Man Up                            | Daniel            |              |
| 2016 | Now You See Me 2                  | Allen Scott-Frank |              |

### Televiziune
| An        | Titlu                             | Rol               | Note                                    |
| --------- | --------------------------------- | ----------------- | --------------------------------------- |
| 2004      | Legea lui Murphy                  | Jenson Dawlish    | Episodul: „Mănăstirea”                  |
| 2005      | Clubul Rotters                    | Culpepper         | 3 episoade                              |
| 2007      | MIHigh                            | Kyle Whittaker    | Episodul: "Alertă de tocilar"           |
| 2008–2010 | The Inbetweeners                  | Mark Donovan      | 9 episoade                              |
| 2009      | Nerecomandat la locul de munca    | Ray Ray           | Film de televiziune                     |
| 2010      | Dirty Sexy Funny                  | Roluri diverse    | Episoade multiple                       |
| 2010      | Miliband of Brothers              | David Miliband    | Documentar de film de televiziune       |
| 2011      | Shirley                           | Kenneth Hume      | Film de televiziune                     |
| 2012      | The Cricklewood Greats            | Paulo DeMarco     | Film de televiziune                     |
| 2012      | Sfârșitul paradei                 | Căpitanul Notting | Episodul: „Episodul cinci”              |
| 2013      | Ambasadori                        | Simon Broughton   | Episodul: „Iepurele nu scapă niciodată” |
| 2014      | Marele război: povestea oamenilor | Duff Cooper       | Episodul: "Episodul patru"              |
| 2015–2016 | Indian Summers                    | Ralph Whelan      | seriale TV                              |
| 2017      | Voi                               | Edward Alleyn     | Episodul: „Lașii mor de multe ori”      |
| 2018      | Mizerabilii                       | Pontmercy         | Miniserie TV                            |
| 2018      | The Durrells                      | Durant            | Episodul 3.3                            |
| 2019      | The Inbetweeners: Fwends Reunited | Se                | 1 episod (special)                      |
| 2019      | Killing Eve                       | Aaron Peel        | Sezonul 2                               |

### Teatru
| An   | Titlu      | Rol                   | Locul de desfășurare |
| ---- | ---------- | --------------------- | -------------------- |
| 2008 | Miracolul  | Lorenzo               | National             |
| 2009 | Frânghie   | Kenneth Raglan        | Teatrul Almeida      |
| 2009 | Punk Rock  | Bennet Francis        | Lyric Hammersmith    |
| 2012 | Schimbarea | Lord Tomazo / Antonio | Young Vic            |
| 2012 | Posh       | Dimitri Mitropoulos   | Teatrul Duke of York |

### Radio
| An   | Titlu                      | Rol    | Canal       |
| ---- | -------------------------- | ------ | ----------- |
| 2013 | Mijloacele până la sfârșit | Dustin | BBC Radio 4 |

### Jocuri video
| An   | Titlu                                     | Rol                                            |
| ---- | ----------------------------------------- | ---------------------------------------------- |
| 2014 | Dragon Age: Inquisition                   | Talwyn / Servis / Crestwood Grey Warden (voci) |
| 2018 | World of Warcraft: Bătălia pentru Azeroth | Flynn Fairwind (voce)                          |